# Nati nel 1938/Maggio
| Questa pagina contiene informazioni ricavate automaticamente dalle voci biografiche con l'ausilio del template Bio e di un bot. L'aggiornamento è periodico e automatico e ricostruisce completamente la pagina. Se manca una persona in questa lista, sei pregato di non aggiungerla, ma accertati piuttosto che la sua voce biografica contenga il template Bio e che i dati anagrafici siano correttamente compilati. Se il template Bio manca, inseriscilo tu stesso o, in alternativa, metti l'avviso {{tmp\|Bio}} che ne segnala la mancanza. Se i dati riportati sono sbagliati, correggi direttamente la voce biografica; le modifiche saranno visibili in questa lista entro pochi giorni. Per chiarimenti vedi il progetto biografie. La lista contiene solo le 237 persone che sono citate nell'enciclopedia e per le quali è stato implementato correttamente il template Bio. Pagina aggiornata al 2 ago 2025. |

- 1º maggio - Edo Patregnani, calciatore e allenatore di calcio italiano († 2013)
- 2 maggio - Piero Del Papa, pugile e attore cinematografico italiano († 2018)
- 2 maggio - Mario Mereghetti, calciatore italiano
- 2 maggio - Antonio Recalcati, pittore e scultore italiano († 2022)
- 2 maggio - Richard Thomas, erpetologo statunitense
- 2 maggio - Moshoeshoe II del Lesotho, re lesothiano († 1996)
- 3 maggio - Omar Abd al-Rahman, religioso egiziano († 2017)
- 3 maggio - Spalato Bellerè, politico italiano († 1998)
- 3 maggio - Emilia Chiancóne, biologa italiana († 2018)
- 3 maggio - Lindsay Kemp, coreografo, attore e ballerino britannico († 2018)
- 3 maggio - Franco Modugno, giurista italiano
- 3 maggio - Napoleon XIV, cantante, compositore e produttore discografico statunitense († 2023)
- 3 maggio - Agnaldo Rayol, cantante, attore e showman brasiliano († 2024)
- 3 maggio - Louis Tobback, politico belga
- 4 maggio - Alfred Borg, ex calciatore maltese
- 4 maggio - Franco Calamida, politico e giornalista italiano († 2021)
- 4 maggio - Maurizio Di Nardo, attore italiano
- 4 maggio - Liselotte Michel, ex sciatrice alpina svizzera
- 4 maggio - Carlos Monsiváis, giornalista, saggista e critico letterario messicano († 2010)
- 4 maggio - Franz-Ludwig Schenk Graf von Stauffenberg, politico tedesco
- 5 maggio - Daniel Amit, fisico e pacifista israeliano († 2007)
- 5 maggio - Mijanou Bardot, attrice francese
- 5 maggio - Robert Lynn Carroll, paleontologo statunitense († 2020)
- 5 maggio - Antonino Drago, pacifista e fisico italiano
- 5 maggio - Ottavio Lurati, linguista e filologo svizzero († 2023)
- 5 maggio - Michael Murphy, attore statunitense
- 5 maggio - Adolf Scherer, calciatore cecoslovacco († 2023)
- 5 maggio - Jerzy Skolimowski, regista, sceneggiatore e attore polacco
- 5 maggio - Luigi Vertemati, politico e saggista italiano († 2012)
- 5 maggio - Barbara Wagner, ex pattinatrice artistica su ghiaccio canadese
- 6 maggio - Sreten Dragojlović, cestista e allenatore di pallacanestro jugoslavo († 1971)
- 6 maggio - Ernesto Ferrero, critico letterario, curatore editoriale e scrittore italiano († 2023)
- 6 maggio - Michael Löwy, sociologo e filosofo francese
- 6 maggio - Mariano Melonari, ex calciatore italiano
- 6 maggio - Franco Rampazzo, ex calciatore italiano
- 6 maggio - Lucien Sedat, ex cestista francese
- 6 maggio - Gabriele Vianello, ex cestista italiano
- 6 maggio - Leroy Wright, cestista e allenatore di pallacanestro statunitense († 2020)
- 7 maggio - John Caldwell, pugile britannico († 2009)
- 7 maggio - Luigi Mario Engaku Taino, filosofo e scrittore italiano († 2021)
- 7 maggio - Pepita Ferrer Lucas, scacchista spagnola († 1993)
- 7 maggio - Kōichi Hirakida, nuotatore giapponese († 1993)
- 7 maggio - Paku Alam IX, politico e nobile indonesiano († 2015)
- 7 maggio - Franco Polcri, storico e archivista italiano († 2022)
- 7 maggio - Ivan Rassimov, attore italiano († 2003)
- 7 maggio - Rada Rassimov, attrice italiana
- 7 maggio - Lester Thurow, economista statunitense († 2016)
- 8 maggio - Aldo Albanesi, ex arbitro di pallacanestro italiano
- 8 maggio - Pierre Lucien Claverie, vescovo cattolico francese († 1996)
- 8 maggio - Imre Földi, sollevatore ungherese († 2017)
- 8 maggio - Moebius, fumettista, scenografo e sceneggiatore francese († 2012)
- 8 maggio - Eve Kivi, attrice estone
- 8 maggio - Marisa Madieri, scrittrice italiana († 1996)
- 8 maggio - Franco Marmiroli, calciatore italiano († 2025)
- 8 maggio - Gaetano Mascali, arbitro di calcio italiano († 2011)
- 8 maggio - Badia Hadj Nasser, psicoanalista francese
- 8 maggio - Roger Neubauer, pallanuotista francese († 2023)
- 8 maggio - Corine Rottschäfer, modella olandese († 2020)
- 8 maggio - Elio Veltri, medico, politico e giornalista italiano
- 9 maggio - Gianni Cazzola, batterista italiano
- 9 maggio - Domenico Lops, arbitro di calcio italiano
- 9 maggio - Gaetano Pecorella, politico e avvocato italiano
- 9 maggio - Charles Simić, poeta e traduttore statunitense († 2023)
- 9 maggio - Happy Traum, chitarrista e suonatore di banjo statunitense († 2024)
- 9 maggio - Giovanni Volpi, imprenditore italiano
- 10 maggio - French Chang-Him, vescovo anglicano seychellese († 2023)
- 10 maggio - Bruno Di Bello, pittore e fotografo italiano († 2019)
- 10 maggio - Giovanni Grabesu, calciatore italiano († 2001)
- 10 maggio - Anthony Joseph O'Connell, vescovo cattolico irlandese († 2012)
- 10 maggio - Manuel Santana, tennista spagnolo († 2021)
- 10 maggio - Vladimir Semënov, pallanuotista sovietico († 2016)
- 10 maggio - Marina Vlady, attrice francese
- 10 maggio - Maksim Dmitrievič Šostakovič, direttore d'orchestra e pianista russo
- 11 maggio - Roberto Franchi, politico italiano († 1995)
- 11 maggio - Bruce Langhorne, chitarrista e polistrumentista statunitense († 2017)
- 11 maggio - Joan Margarit i Consarnau, poeta e architetto spagnolo († 2021)
- 11 maggio - Mario Omar Méndez, calciatore uruguaiano († 2020)
- 11 maggio - Narendra Patel, medico britannico
- 11 maggio - David Ridgway, storico e etruscologo britannico († 2012)
- 11 maggio - Maria Scicolone, personaggio televisivo e scrittrice italiana
- 11 maggio - Clive Wearing, musicologo britannico
- 12 maggio - Andrej Amal'rik, scrittore russo († 1980)
- 12 maggio - Luana Anders, attrice e sceneggiatrice statunitense († 1996)
- 12 maggio - Mauro Bosco, attore e doppiatore italiano
- 12 maggio - Terry Farrell, architetto e urbanista britannico
- 12 maggio - Jimmy Hastings, flautista, sassofonista e clarinettista britannico († 2024)
- 12 maggio - Nadia Liani, cantante italiana
- 12 maggio - Ayaz Mütallibov, politico azero († 2022)
- 12 maggio - Millie Perkins, attrice statunitense
- 12 maggio - Marie-Josée Roig, politica francese († 2024)
- 13 maggio - Giuliano Amato, politico e giurista italiano
- 13 maggio - Rosario Ardica, politico italiano
- 13 maggio - Sergio Gobbi, regista, sceneggiatore e produttore cinematografico italiano
- 13 maggio - Iván Antonio Marín López, arcivescovo cattolico colombiano
- 13 maggio - Tony Renis, cantante, compositore e produttore discografico italiano
- 13 maggio - Eberhard Schoener, compositore tedesco
- 14 maggio - Don Blackburn, hockeista su ghiaccio e allenatore di hockey su ghiaccio canadese († 2023)
- 14 maggio - Una Canger, linguista danese
- 14 maggio - Pilade Canuti, calciatore italiano († 2011)
- 14 maggio - Elżbieta Czyżewska, attrice polacca († 2010)
- 14 maggio - Arnaldo Dell'Acqua, attore e stuntman italiano († 2024)
- 14 maggio - Johann Frank, calciatore austriaco († 2010)
- 14 maggio - Juraj Gracin, storico della letteratura, traduttore e critico letterario croato († 2021)
- 14 maggio - Yor Milano, attore, conduttore televisivo e conduttore radiofonico svizzero
- 14 maggio - Waheeda Rehman, attrice indiana
- 14 maggio - Clive Rowlands, allenatore di rugby a 15 e rugbista a 15 gallese († 2023)
- 15 maggio - Mireille Darc, attrice e regista francese († 2017)
- 15 maggio - Giovanni Murineddu, politico italiano
- 15 maggio - Diane Nash, attivista statunitense
- 15 maggio - Roberto Tirelli, scultore italiano
- 15 maggio - Inga Ålenius, attrice svedese († 2017)
- 16 maggio - Michel Bedetti, attore, doppiatore e direttore del doppiaggio francese
- 16 maggio - Luciano Federici, calciatore italiano († 2020)
- 16 maggio - Paolo Fiorino, attore italiano
- 16 maggio - Monique Laederach, scrittrice svizzera († 2004)
- 16 maggio - Boris Mel'nikov, schermidore sovietico († 2022)
- 16 maggio - Enrico Micheli, economista, scrittore e politico italiano († 2011)
- 16 maggio - Emerson Moore, vescovo cattolico statunitense († 1995)
- 16 maggio - Girolamo Palermo, mafioso statunitense († 2014)
- 16 maggio - Johnny Rodz, ex wrestler statunitense
- 16 maggio - Ivan Sutherland, informatico statunitense
- 17 maggio - Jason Bernard, attore statunitense († 1996)
- 17 maggio - Joan Blackman, attrice statunitense
- 17 maggio - Aquilino Bocos Merino, cardinale e arcivescovo cattolico spagnolo
- 17 maggio - Paolo Bortoluzzi, ballerino e coreografo italiano († 1993)
- 17 maggio - Mario Ceroli, scultore e scenografo italiano
- 17 maggio - Giulio Fiou, politico italiano († 2024)
- 17 maggio - Piero Gnudi, dirigente d'azienda, dirigente pubblico e banchiere italiano
- 17 maggio - Pickles Kennedy, cestista e giocatore di baseball statunitense († 2006)
- 17 maggio - Willem Levelt, linguista olandese
- 17 maggio - Marcia Freedman, politica e attivista statunitense († 2021)
- 17 maggio - Carlo Mezzi, ex calciatore italiano
- 17 maggio - Gianni Minà, giornalista, scrittore e conduttore televisivo italiano († 2023)
- 17 maggio - Filippo Ottoni, direttore del doppiaggio, dialoghista e sceneggiatore italiano († 2023)
- 17 maggio - J. Arthur Seebach, matematico statunitense († 1996)
- 18 maggio - Jean-Claude Lavaud, calciatore e allenatore di calcio francese († 2011)
- 18 maggio - Michael Rockefeller, esploratore, antropologo e collezionista d'arte statunitense († 1961)
- 18 maggio - Nicholas Turro, chimico statunitense († 2012)
- 19 maggio - James Bilbray, politico statunitense († 2021)
- 19 maggio - Domenico Cianfriglia, attore e stuntman italiano († 2020)
- 19 maggio - Herbie Flowers, bassista e compositore britannico († 2024)
- 19 maggio - Massimo Ghiotti, scultore italiano († 2023)
- 19 maggio - Girish Karnad, attore, regista e sceneggiatore indiano († 2019)
- 19 maggio - Marinella, cantante e attrice greca
- 19 maggio - Bryan Marshall, attore britannico († 2019)
- 19 maggio - Anthony Spilotro, mafioso statunitense († 1986)
- 19 maggio - Igor' Ter-Ovanesjan, ex lunghista sovietico
- 20 maggio - Rainer Basedow, attore e doppiatore tedesco († 2022)
- 20 maggio - Furio Cerutti, filosofo italiano
- 20 maggio - Stien Kaiser, pattinatrice di velocità su ghiaccio olandese († 2022)
- 20 maggio - Astrid Kirchherr, fotografa e artista tedesca († 2020)
- 20 maggio - Rocco Melideo, ex calciatore italiano
- 20 maggio - Giancarlo Prato, ex calciatore italiano
- 20 maggio - Glauco Sansovini, politico sammarinese († 2019)
- 20 maggio - Bernhard Schulze, ex canoista tedesco
- 20 maggio - Nancy Simons, ex nuotatrice statunitense
- 21 maggio - Luis Hernán Álvarez, calciatore cileno († 1991)
- 21 maggio - Francisco Copello, attore, docente e scrittore cileno († 2006)
- 21 maggio - Ross Hagen, attore, regista e doppiatore statunitense († 2011)
- 21 maggio - Kay Pollak, regista e sceneggiatore svedese
- 21 maggio - Urs Widmer, scrittore e traduttore svizzero († 2014)
- 22 maggio - Richard Benjamin, attore e regista statunitense
- 22 maggio - Hans Buzek, ex calciatore austriaco
- 22 maggio - Frank Converse, attore statunitense
- 22 maggio - Franco Galbiati, velocista italiano († 2013)
- 22 maggio - Henk Groot, calciatore olandese († 2022)
- 22 maggio - Giuseppe Malavasi, calciatore italiano († 2019)
- 22 maggio - Wiesław Maniak, velocista polacco († 1982)
- 22 maggio - Adolf Mathis, sciatore alpino svizzero († 2021)
- 22 maggio - John Nolan, attore britannico
- 22 maggio - Mauro Saviola, imprenditore italiano († 2009)
- 22 maggio - Susan Strasberg, attrice e insegnante statunitense († 1999)
- 22 maggio - Ingvar Svahn, calciatore svedese († 2008)
- 23 maggio - Max Dougan, ex calciatore scozzese
- 23 maggio - Horaţiu Giurgiu, cestista rumeno († 2024)
- 23 maggio - Erminio Gius, psicologo italiano
- 23 maggio - Daniel Humair, batterista e compositore svizzero
- 23 maggio - Edem Kodjo, politico togolese († 2020)
- 23 maggio - Pier Luigi Luisi, chimico italiano
- 24 maggio - Prince Buster, cantautore giamaicano († 2016)
- 24 maggio - Tommy Chong, attore, comico e regista canadese
- 24 maggio - Bradley Efron, statistico statunitense
- 24 maggio - Cleo Hill, cestista statunitense († 2015)
- 24 maggio - Ron Horn, cestista statunitense († 2002)
- 24 maggio - Freddy Quintero, ex schermidore venezuelano
- 24 maggio - Peter Roche de Coppens, sociologo, antropologo e psicoterapeuta svizzero († 2012)
- 24 maggio - Jean-Claude Suaudeau, allenatore di calcio e ex calciatore francese
- 25 maggio - Franco Bonisolli, tenore italiano († 2003)
- 25 maggio - Manuel Calonga, cestista paraguaiano
- 25 maggio - Raymond Carver, scrittore, poeta e saggista statunitense († 1988)
- 25 maggio - John Davies, mezzofondista neozelandese († 2003)
- 25 maggio - Alessandro Figà Talamanca, matematico italiano († 2023)
- 25 maggio - Ljudmila Meščerjakova, pallavolista sovietica († 2006)
- 25 maggio - Emil Schulz, pugile tedesco († 2010)
- 25 maggio - Amedeo Zampieri, politico e dirigente d'azienda italiano († 2013)
- 26 maggio - May Blood, politica britannica († 2022)
- 26 maggio - William Bolcom, compositore e pianista statunitense
- 26 maggio - Michel Ciment, scrittore, giornalista e critico cinematografico francese († 2023)
- 26 maggio - Enrique Duarte, ex cestista peruviano
- 26 maggio - Antonio Falconio, giornalista e politico italiano († 2021)
- 26 maggio - Gilbert Harman, filosofo statunitense († 2021)
- 26 maggio - Jaki Liebezeit, batterista tedesco († 2017)
- 26 maggio - Fiorella Negro, pattinatrice artistica su ghiaccio italiana († 2019)
- 26 maggio - Giorgio Pestelli, musicologo e critico musicale italiano
- 26 maggio - Ljudmila Petruševskaja, scrittrice, drammaturga e pittrice russa
- 26 maggio - Teresa Stratas, soprano canadese
- 26 maggio - Peter Westbury, pilota automobilistico inglese († 2015)
- 27 maggio - Italo Castellani, calciatore, allenatore di calcio e dirigente sportivo italiano († 2013)
- 27 maggio - Jackie Étienne, cestista francese († 2013)
- 27 maggio - Elizabeth Harwood, soprano britannico († 1990)
- 27 maggio - Giuseppe Orlando, calciatore italiano († 2023)
- 27 maggio - Dany París, attrice e conduttrice televisiva francese
- 27 maggio - Memo Remigi, cantautore, compositore e personaggio televisivo italiano
- 27 maggio - Andrea Spione, trombettista, compositore e direttore d'orchestra italiano († 2006)
- 27 maggio - Christian von Wernich, presbitero argentino
- 27 maggio - Igor' Arkad'evič Zajcev, scacchista russo
- 28 maggio - Elizabeth Anderton, ex ballerina e direttrice artistica britannica
- 28 maggio - Enrico Benaglia, pittore italiano
- 28 maggio - Cees van Espen, ex ciclista su strada olandese
- 28 maggio - Leonardo Favio, regista cinematografico, cantante e attore argentino († 2012)
- 28 maggio - Alan Harris, attore britannico († 2020)
- 28 maggio - Jerry West, cestista, allenatore di pallacanestro e dirigente sportivo statunitense († 2024)
- 28 maggio - Eppie Wietzes, pilota automobilistico canadese († 2020)
- 28 maggio - Ekkehard Wlaschiha, baritono e attore tedesco († 2019)
- 29 maggio - Éric Jourdan, scrittore francese († 2015)
- 29 maggio - Alberto Grifi, regista, pittore e montatore italiano († 2007)
- 29 maggio - Erwin Koppe, ex ginnasta tedesco
- 30 maggio - Pieraldo Ferrante, attore, doppiatore e direttore del doppiaggio italiano
- 30 maggio - Dino Liviero, ciclista su strada italiano († 1970)
- 30 maggio - Claude Michelet, scrittore francese († 2022)
- 30 maggio - Sergio Vento, diplomatico italiano
- 31 maggio - Remo Germani, cantante italiano († 2010)
- 31 maggio - Adriana Iliescu, filologa, critica letteraria e scrittrice rumena
- 31 maggio - Milonja Kaličanin, calciatore jugoslavo († 2022)
- 31 maggio - John Prescott, politico britannico († 2024)
- 31 maggio - Paolo Vittori, ex cestista e allenatore di pallacanestro italiano
- 31 maggio - Peter Yarrow, cantante, chitarrista e attivista statunitense († 2025)